# 224 v. Chr.
Portal Geschichte | Portal Biografien | Aktuelle Ereignisse | Jahreskalender | Tagesartikel

◄ |
4. Jahrhundert v. Chr. |
3. Jahrhundert v. Chr. |
2. Jahrhundert v. Chr. |
►

◄ | 240er v. Chr. | 230er v. Chr. | 220er v. Chr. | 210er v. Chr. |
200er v. Chr. |
►

◄◄ | ◄ | 227 v. Chr. | 226 v. Chr. | 225 v. Chr. | 224 v. Chr. |
223 v. Chr. |
222 v. Chr. |
221 v. Chr. |
► |
►►
Staatsoberhäupter

## Ereignisse

### Politik und Weltgeschehen

#### Westliches Mittelmeer
- Titus Manlius Torquatus ist zum zweiten Mal Konsul der römischen Republik.
- Römisch-gallische Kriege: Die Römer unter Konsul Quintus Fulvius Flaccus unterwerfen die am Po siedelnden keltischen Boier und Lingonen; das Gebiet bis zum Südufer des Pos ist damit unter römischer Kontrolle.

#### Östliches Mittelmeer
- Kleomenischer Krieg: Kleomenes III. von Sparta befestigt den Isthmus von Korinth gegen einen Angriff der Makedonen und ihrer Verbündeten (Achaier, Böotier, Thessalier und Akarnanier) auf die von Sparta besetzte Peloponnes und unternimmt einen Angriff auf Sikyon. Nachdem sich aber Argos gegen die spartanische Herrschaft erhebt, muss sich Kleomenes vom Isthmus zurückziehen.
- Auf einer Versammlung des Achaiischen Bundes in Aigion wird Antigonos III. Doson von Makedonien zum Oberfeldherrn der antispartanischen Koalition bestimmt.

#### Asien
- Nach dem Tod von Dasaratha wird Samprati Herrscher des indischen Maurya-Reiches.

### Katastrophen
- Der Koloss von Rhodos wird bei einem Erdbeben zerstört (nach anderen Angaben 227 bzw. 226 v. Chr.).